# Prelude (高橋由美子のアルバム)
『Prelude』（プレリュード）は、日本の歌手・高橋由美子が1993年7月21日に発売した6枚目のオリジナル・アルバムである。

## 概要
- 前作『Reality』よりわずか4ヵ月と言うインターバルにてリリース。
- 今作から「はじまりはいま」がリリースに先行してシングルカットされた（カップリングはNHK「みんなのうた」タイアップソングだった「出逢えるっていいね」アルバム未収録）。なお「はじまりはいま」はCDジャケットや歌詞カードに特に表記は無いがシングルとは別音源になっており、シングルではフェイドアウトだったが、今作ではカットアウトで収録されている。

## 売上
週間オリコンチャートにおいては25位を記録、登場週数は4週。

## 収録曲
| 全編曲: 岩本正樹。 |                          |            |            |       |
| #                  | タイトル                 | 作詞       | 作曲       | 時間  |
| 1.                 | 「はじまりはいま」       | 柚木美祐   | 本島一弥   | 04:53 |
| 2.                 | 「素直なまま逢えるなら」 | 浅田有理   | 浅田直     | 05:09 |
| 3.                 | 「Etude」                | 秋元薫     | 秋元薫     | 05:04 |
| 4.                 | 「Celebration」          | 西岡千恵子 | 西岡千恵子 | 03:56 |
| 5.                 | 「夏は暑い」             | 西岡千恵子 | 本島一弥   | 04:02 |
| 6.                 | 「あと5分」              | 柚木美祐   | 前田克樹   | 04:22 |
| 7.                 | 「プレパラシオン」       | 柚木美祐   | 前田克樹   | 04:34 |
| 8.                 | 「見つめていたい」       | 森岡みか   | 岩本正樹   | 04:35 |
| 9.                 | 「ハートの条件」         | 及川眠子   | 鹿紋太郎   | 04:08 |
| 10.                | 「After The Concert」    | 渡辺なつみ | 高野ふじお | 03:59 |
| 合計時間:          | 合計時間:                | 合計時間:  | 合計時間:  | 44:42 |